# Vengeance Rising
I Vengeance Rising sono un gruppo musicale christian metal/thrash metal originario di Los Angeles e fondato nel 1987 dal cantante Roger Martínez.

## Storia della band
La band è conosciuta per i testi dal contenuto violento, elementi presenti specialmente nei primi due album, e per le loro esibizioni on stage, caratterizzate da idealizzate crocifissioni. 
Il gruppo, scioltosi nel 1994, ha proseguito la sua carriera in una band simile, gli "Once Dead", creati dall'unione del gruppo con Scott Waters, cantante della thrash metal band Ultimatum.

## Discografia
- Human Sacrifice (1988, Intense Records)
- Once Dead (1990, Intense)
- Destruction Comes (1991, Intense)
- Released Upon The Earth (1992, Intense)
- Anthology (1993, Intense, raccolta)

## Formazione

### Ultima line up
- Roger Martinez - cantante/chitarrista
- Jamie Mitchell - (1992 - 1994) chitarrista
- Joe Monsorb'nik - (1992 - 1994) bassista
- Jonny Vasquez - (1992 - 1994) batterista

## Ex membri
- Chris Hyde - (1991) batterista
- Derek Sean - (1991) chitarrista
- Larry Farkas - (1987 - 1990) chitarrista
- Doug Thieme - (1987 - 1990) chitarrista
- Roger Martin - (1987 - 1990) bassista
- Glenn Mancaruso - (1987 - 1990) batterista